# Carl Constantin Platen
Carl Constantin Platen (* 24. September 1843 in Stralsund; † 29. Juni 1899 in Barth) war ein deutscher Mediziner und zoologischer Sammler von Vögeln und Schmetterlingen.

## Leben
Nach seiner Tätigkeit als Mediziner in Amoy im Kaiserreich China arbeitete Carl Constantin Platen als zoologischer Sammler von Vögeln und Schmetterlingen. Zwischen 1878 und 1894 unternahm er gemeinsam mit seiner Frau Margarete ausgedehnte Reisen, die ihn 1878 nach Süd-Celebes, 1880 nach Borneo, 1881 nach Borneo, Seram und Ambon, 1882 nach Ambon, 1884/1885 nach Celebes, 1887 auf die Sulu-Inseln und nach Palawan, 1889 nach Mindanao und 1892/1894 nach Mindoro und Batjan führten.  Die auf diesen Expeditionen zusammengetragene Ausbeute, die aus 728 Bälgen von 141 Vogeltaxa bestand, erwarb zum größten Teil Platens Freund Wilhelm Blasius für das  Naturhistorische Museum in Braunschweig. Ein weiterer Teil wurde an das Naturwissenschaftliche Institut von Wilhelm Schlüter nach Halle (Saale) verkauft.
Platen war fast blind und taub, als er 1894 nach Deutschland zurückkehrte und sich in Barth in Mecklenburg-Vorpommern niederließ, wo er 1899 verstarb.

## Dedikationsnamen
Mehrere Vogeltaxa führen Platens Namen im Artepitheton, darunter die Schnarchralle (Aramidopsis plateni), die Platentaube (Gallicolumba platenae), die Zwergbuschtimalie (Sterrhoptilus plateni), der Palawan-Spatelschwanzpapagei (Prioniturus platenae), der Palawan-Grundschnäpper (Ficedula  platenae) und Thapsinillas longirostris platenae (Sangihe-Unterart des Sulu-Bülbüls). Zu den Schmetterlingstaxa, die nach Carl Constantin Platen benannt wurden, zählen unter anderem Euploea platenae, Amathuxidia plateni, Amblypodia plateni, Charaxes plateni, Chionaema plateni, Choaspes plateni, Danis plateni, Prothoe plateni und Troides plateni.